# Bătălia de la Poitiers (1356)
Bătălia de la Poitiers (în engleză Battle of Poitiers, în franceză Bataille de Poitiers) a fost o bătălie majoră a Războiului de 100 de Ani, care a avut loc pe 19 septembrie 1356 între forțele engleze conduse de Eduard Prințul Negru pe de-o parte și cele franceze ale regelui Ioan al II-lea pe de altă parte.

## Context
Pe 10 septembrie 1355 regele Franței, Ioan al II-lea și cel al Navarrei, Carol al II-lea au semnat un acord care reprezenta o potențială amenințare pentru interesele engleze. De aceea, regele Angliei, Eduard al III-lea i-a poruncit fiului său Eduard Prințul Negru să efectueze o incursiune adâncă, în sud-vestul Franței. Prințul Negru - erou al bătăliei de la Crécy, a creat un plan prin care trecând prin Bordeaux, înaintând prin regat, trebuia să-și unească pe râul Loir efectivele sale cu cele ale lui Ioan de Gaunt, duce de Lancaster. În iulie, englezii au pornit spre nord din bază aflată în Aquitania, ținta fiind Parisul. Fără a întâlni o oarecare rezistență, trupele engleze au prădat și ars multe orașe și ajungând la malul Loarei, s-au oprit lângă Tours. Nereușind să captureze cetatea, au încercat să de-a foc orașului, însă de asemenea, au eșuat din cauza ploii puternice. De întârzierea regelui Eduard s-a folosit însă Ioan al II-lea, care a ieșit în fața trupelor numeric inferioare ale britanicilor. Ioan a concentrat o mare parte din trupele sale în Chartres, la nord de Tours-ul asediat. Cu scopul de a majora viteza de deplasare Ioan a demobilizat totalul său de infanterie necalificată de 15-20.000 ostași. Aflând despre apropierea trupelor franceze, Eduard a ordonat retragerea. Urmărit de regele francez, Eduard se retrăgea cu trupele sale tot mai în sud. Francezii însă i-au ajuns pe englezi, la câțiva kilometri sud-vest de Poitiers.

## Desfășurare
În dimineața zilei, înainte de luptă în armata anglo-gasconă s-a ținut o liturgie, mulți ostași fiind ridicați la titlu de cavaler, după care Prințul Eduard a dat ultimele instrucțiuni. La ordinul său a fost interzisă luarea de prizonieri atât timp cât englezii nu au obținut o victorie decisivă. Prințul a ordonat oamenilor săi să se abțină de la tentația de a vâna cavaleri eminenți din armata inamică, pentru care s-ar da o răscumpărare mare.
La începutul bătăliei englezii, sub comanda contelui Warrick au simulat retragerea pe flancul stâng. Nu se cunoaște dacă acest lucru a fost făcut în mod deliberat pentru a ademeni cavaleria franceză, sau o consecință a capturării spionilor englezi. Orice ar fi fost, a provocat atacul pripit al cavaleriei mareșalului Audrehem împotriva arcașilor englezi, care acopereau retragerea propriilor trupe pe flancul stâng. Odată cu apropierea cavaleriei franceze, o mare parte din trupele lui Warrick s-au reîntors și se îndreptau spre pozițiile inamice. În același timp, un alt comandant francez de pe flancul opus, mareșalul Clermont nefiind de acord cu acțiunile lui Audrehem a atacat cu ajutorul cavaleriei și aliaților germani. Concluziile eronate ale lui Audrehem, referitoare la fuga englezilor, a avut un efect dezastruos asupra cursului ulterior al bătăliei pentru partea franceză.

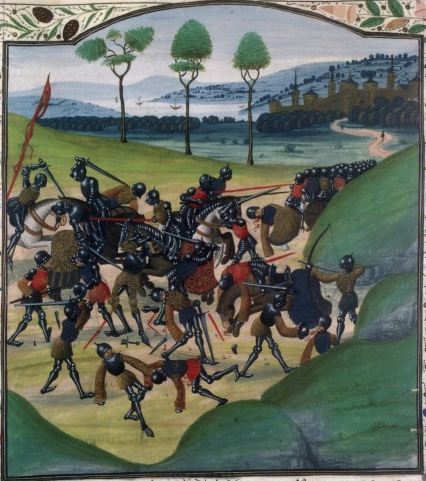
Miniatură medievală ilustrând Bătălia de la Poitiers

Englezii așteptându-se la acest pas, au deschis focul asupra inamicului. Pe flancul stâng, arcașii englezi sub comanda ducelui de Oxford, care protejau principalele forțele ale lui Warrick, s-au poziționat într-o mlaștină, de netrecut pentru cavaleria grea. De aceea, cavalerii au fost obligați să atace principalele forțe în retragere, ferindu-se de pozițiile arcașilor inamici. Jean Froissart scria: 
„Armura franceză era invulnerabilă săgeților engleze, care fie ricoșau de armură, sau se rupeau în coliziune.”
 Versiunea engleză a luptei indică însă faptul că săgețile lor au dovedit capacitatea de a penetra cea mai mare parte armurii din acea perioadă. Evenimentele ulterioare au dovedit corectitudinea lui Froissart. Primele salve engleze nu au avut nici un efect. Cu toate acestea, odată cu apropierea francezilor arcașii au putut trage pe flancul trupelor cavalerești. Armura pe cai era mai slabă pe părțile laterale și din spate, astfel încât arcașii, care se situau pe partea opusă a cavaleriei, trăgeau asupra cailor pe flancuri. Era o metodă bine-cunoscută de a stopa un atac al cavaleriei, deoarece calul care cădea deseori distrugea unitatea formațiunii. Rezultatele au fost devastatoare. Caii, loviți din lateral, au început să intre în panică, aruncând cavalerii de pe șa și părăsind câmpul de luptă. Cavaleria franceză a mareșalului Audrehem a suferit pierderi grele înainte de a ajunge la pozițiile soldaților englezi. Atacul demoralizat și slăbit al francezilor a fost respins de către englezi.
Între timp, convins de retragerea englezilor, mareșalul Clermont a atacat pozițiile contelui de Salisbury. Acest atac a fost pregătit mai bine: pentru a ajuta cavaleria, în spatele trupelor atacatoare se deplasa infanteria. Cavalerii au fost forțați să se deplaseze pe pantă prin găurile din gardul englez sub focul arcașilor englezi, care se aflau pe o poziție sigură în spatele tranșeelor, și sub acoperirea dealurilor. Mulți nobili francezi datorită greutății armurii și a celei de pe cai au reușit să spargă gardul și să continue atacul. În curând la locul luptei au sosit și întăririle, astfel anglo-gasconii având o superioritate numerică semnificativă au fost capabili să înfrângă atacul inamic. Clermont și mulți alți francezi au fost uciși.

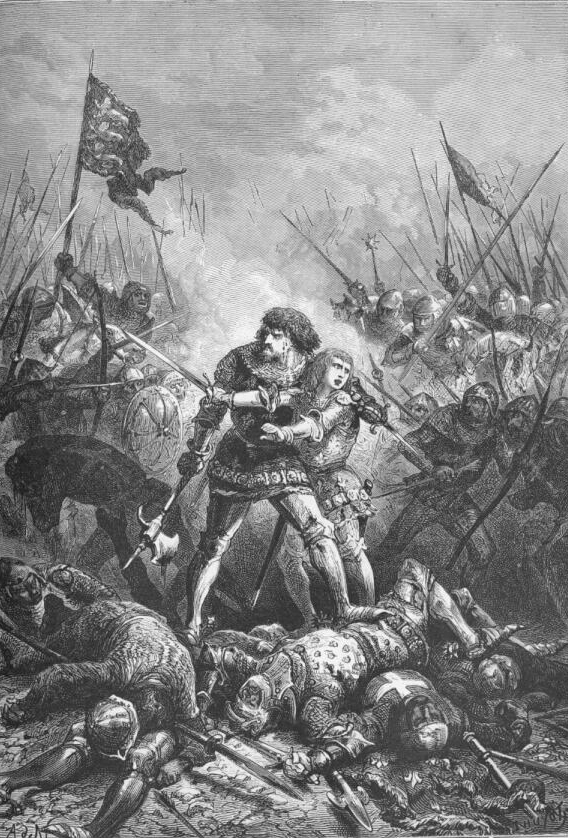
Capturarea lui Ioan al II-lea

De curând a început atacul infanteriei Delfinului (moștenitorului tronului Franței), care a participat la luptă, dar s-a retras pentru a se regrupa. Cavalerii infanteriști au început atacul înainte ca comandamentul francez să fi aflat despre înfrângerea forțelor mareșalului Clermont. Cavalerii în retragere și caii lor au creat un anumit grad de confuzie în rândurile infanteriei în avansare. În ciuda armelor bune, cavalerii se mișcau încet și erau ținte ideale pentru arcașii englezi, însă cei mai mulți dintre ei au ajuns la gard, care era mult defalcat după lupta anterioară. Acest lucru a facilitat în mare măsură înaintarea franceză. Bătălia feroce care s-a dat, a durat mai multe ore și a fost decisă doar cu sosirea întăririlor trimise de Prințul Eduard. În bătălia a fost pierdut stindardul Delfinului, fiind capturat de englezi. În cele din urmă, comandanții francezi, văzând zădărnicia luptei în continuare, au ordonat retragerea.
Următoarea linie de infanterie, condusă de ducele de Orléans, văzând oamenii Delfinului care au eșuat, a intrat în panică și a început să se retragă, deși mulți soldați de-ai săi deja se angajaseră în luptă cu englezii. Întreaga armată, condusă de rege s-a amestecat. Arcașii englezi erau în afara zonei de foc a celor francezi. Bătălia continua, dar Prințul Negru avea o rezervă în pădure, care era în măsură să atace flancul francez și în spate. După o scurtă pauză, prințul a ordonat soldaților în rezervă să urce pe cai și să-i atace pe francezi. Având teamă să fie încercuiți francezii au încercat să fugă.
Cu toate acestea, regele Ioan al II-lea a fost convins orbește că participarea sa ar putea schimba cursul luptei în favoarea compatrioților săi, de aceea s-a aflat în fața ultimului atac. Pe flanc detașamentul regal era acoperit de arbaletieri echipați cu scuturi mari, numite Pavese. În ciuda superiorității substanțiale a inamicului, detașamentul regal a fost partea cea mai capabilă și disciplinată a armatei franceze, în plus, englezi și gasconii erau deja epuizați de luptă îndelungată. Totodată, au fost surprinși de atacul brusc a inamicului, care părea deja înfrânt. Chiar și Prințul Negru a fost mirat de atacul neașteptat al regelui.
Arcașii englezi au declanșat încăierarea cu arbaletierii francezi, dar din cauza lipsei de săgeți bune și a armurii inamicului, această încăierare a fost ineficientă englezilor.. Cu toate acestea, Eduard efectuând o manevră pricepută a poziționat un detașament gascon în spatele flancului stâng francez, iar apoi a ordonat să atace cavaleria regelui. După ce arcașii englezi și-au epuizat săgețile, prințul a ordonat atacul general. După ce unitatea gasconă, situată în spatele francezilor, a lovit inamicul. Liniile franceze s-au amestecat. Escadrila regală slăbită și stânjenită a fost aruncată spre sud. Arcașii au finalizat înfrângerea francezilor. Regele Ioan cel Bun a luptat cu curaj, dar a fost capturat, împreună cu fiul său Filip.

## Consecințe
A pierit floarea cavalerismului francez. Printre cei uciși numărându-se: ducele Petru I de Bourbon, conetabilul Franței Gautier al VI-lea de Brienne, episcopul de Chalon, 16 baroni, 2426 cavaleri, în total fiind uciși cinci mii de ostași, trei mii în timpul retragerii. Pe 24 mai 1357 rege capturat a fost adus solemn la Londra, fiind semnat un armistițiu cu Franța timp de 2 ani. Prețul de răscumpărare a regelui a egalat suma veniturilor regale pentru 2 ani. Prada fiind una imensă. Franța a fost aruncată în doliu profund. Vicerege a devenit Carol al V-lea.
Eșecul în război și opresiunea răscumpărării a indus oamenii de rând ai Franței la o serie de revolte cunoscute sub numele de Jacqueria. Luptă propriu-zisă ca și bătălia de la Crécy a demonstrat că tacticile și strategiile pot fi mai importante decât superioritatea cantitativă și calitativă.